# Патерна дел Рио
Патерна дел Рио (на испански: Paterna del Río) е населено място и община в Испания. Намира се в провинция Алмерия, в състава на автономната област Андалусия. Общината влиза в състава на района (комарка) Алпухара Алмериенсе. Заема площ от 45 km². Населението му е 449 души (по данни от 2010 г.). Разстоянието до административния център на провинцията е 71 km.

## Демография
| 1996 | 1998 | 1999 | 2000 | 2001 | 2002 | 2003 | 2004 | 2005 | 2006 |
| ---- | ---- | ---- | ---- | ---- | ---- | ---- | ---- | ---- | ---- |
| 335  | 363  | 383  | 393  | 386  | 389  | 419  | 415  | 396  | 406  |